# Leucania mocoides
Leucania mocoides är en fjärilsart som beskrevs av Paul Dognin 1897. Leucania mocoides ingår i släktet Leucania och familjen nattflyn. Inga underarter finns listade i Catalogue of Life.